# Batalla de las Equínadas (1427)
La batalla de las Equínadas fue una batalla naval librada en 1427 en el archipiélago de las islas Equínadas, frente a la costa de Grecia Occidental, entre las armadas del Imperio bizantino y de Carlos I Tocco, déspota de Epiro y conde de Cefalonia y Zacinto. El enfrentamiento resultó en una victoria decisiva para los bizantinos, la última en la historia naval del Imperio, y condujo a la consolidación del dominio bizantino del Peloponeso bajo el Despotado de Morea.

## Antecedentes
A principios del siglo xv, la península del Peloponeso estaba dividida entre tres potencias: el Principado de Acaya, al norte y al oeste, el Despotado de Morea, al sur y al este, y Argos y Nauplia, Corone, Modona y algunas fortalezas auxiliares mantenidas por la República de Venecia. Los bizantinos intentaban activamente conquistar el moribundo principado, mientras que el floreciente Imperio otomano amenazaba a todos los estados de la región. Carlo I Tocco, gobernador del Condado palatino de Cefalonia y Zacinto, de Léucade y el Despotado de Epiro, aprovechó la lucha entre Bizancio y Acaya para extender sus dominios al Peloponeso: en 1407-1408 sus tropas rodearon y saquearon la fortaleza de Glarentza, en el noroeste del Peloponeso, y en 1421 compró su posesión permanente a Oliverio Franco, que lo había arrebatado al príncipe de Acaya Centurión II Zaccaria tres años antes.
En febrero de 1423, Zaccaria, Tocco y los bizantinos negociaron una tregua precaria, mediada por los venecianos, que estaban dispuestos a establecer un frente común contra los otomanos pero esto no impidió una incursión a gran escala de los otomanos en la península, comandado por Turahan Bey, ni impidió que el agresivo déspota bizantino de Morea, Teodoro II Paleólogo, atacara territorios venecianos e incluso capturara al Centurión II Zaccaria en junio de 1424. Inicialmente los bizantinos parecía contento de dejar Tocco en paz, porque él también tenía peleas con Zaccaria, pero la guerra resultó para romper al final de 1426, a causa de las tropas Tocco se han apoderado de criadores de ganado albaneses durante la migración anual que realizada desde la sierra central controlada por los bizantinos hasta la llanura de Élide.

## Batalla
El emperador bizantino Juan VIII Paleólogo viajó personalmente al Peloponeso y las fuerzas bizantinas sitiaron Glarentza por tierra y mar. Tocco reunió una flota de sus dominios en las islas Jónicas y en Epiro, reforzada con barcos de Marsella, y la puso bajo el mando de su hijo ilegítimo, Torno. La armada bizantina, comandada por un tal Leontario (probablemente Demetrio Láscaris Leontario), encontró la flota latina en las islas Equínadas y la derrotó con un ataque aplastante: la mayoría de los barcos de Tocco fueron aprehendidos, muchos de los tripulantes murieron y fueron tomados más de 150 prisioneros. El propio Torno logró escapar por poco. La victoria fue descrita en un extenso panegírico anónimo a Manuel II Paleólogo y su hijo Juan VIII, obra que también es la principal fuente de información sobre la batalla.

## Consecuencias
La derrota puso fin a las ambiciones de Tocco en el Peloponeso. En un acuerdo negociado, el hermano de Juan VIII (que luego reinaría como emperador con el nombre de Constantino XI Paleólogo) se casó con Madalena Tocco (más tarde conocida como Teodora Tocco), sobrina de Carlo Tocco, y recibió las posesiones de la familia Tocco en el Peloponeso como dote. Basados en los antiguos dominios de Tocco, bajo el liderazgo de Constantino, los bizantinos continuaron la guerra contra lo que quedaba del Principado de Acaya. Patras cayó en mayo de 1430, y en 1432, Constantino y sus hermanos habían depuesto los últimos estados vasallos y todo el Peloponeso fue devuelto al control bizantino, con la excepción de las posesiones venecianas.